# Pauline van der Linden d'Hooghvorst

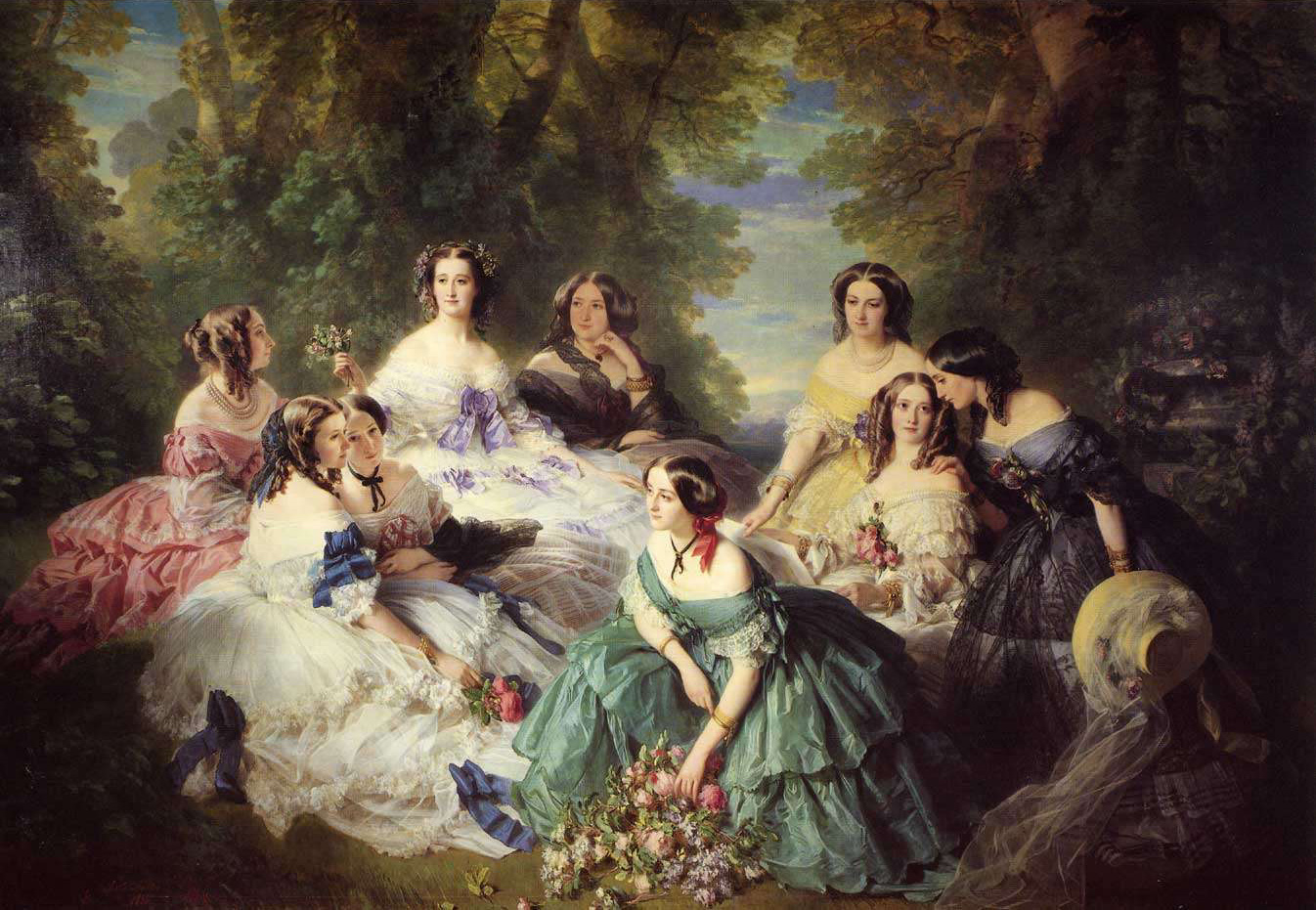
Keizerin Eugénie omringd door haar hofdames, geschilderd door Franz Xaver Winterhalter (1855)

Jkvr. Pauline (Paula) Marie Ghislaine van der Linden d'Hooghvorst (Meise, 23 september 1814 - aldaar, 9 december 1867), hertogin van Bassano was een Belgische hofdame van de Franse keizerin Eugénie.
Ze was lid van de familie Van der Linden d'Hooghvorst en een dochter van Emmanuel van der Linden baron d'Hooghvorst en van dame du palais van koningin Louise-Marie, Caroline de Wal Masbourg (1789-1874). Ze huwde in 1843 met Napoléon graaf Maret (1803-1898), hertog van Bassano, ambassadeur en senator van Frankrijk en grootkamerheer van keizer Napoleon III en zoon van Hugues Maret. In 1853 werd ze benoemd tot eerste hofdame van de keizerin. Ze werd samen met de keizerin geschilderd door Franz Xaver Winterhalter (1805-1873) op het schilderij Keizerin Eugénie omringd door haar hofdames; ze is op het schilderij de dame in de rode japon links van Eugènie (die de bloemen in haar hand houdt).
De hertogin werd opgenomen in de koninklijke Maria-Louisa-orde.